# Carville Dickinson Benson
Carville Dickinson Benson (ur. 24 sierpnia 1872, zm. 8 lutego 1929 w Baltimore, Maryland) – amerykański polityk związany z Partią Demokratyczną. W latach 1918–1921 był przedstawicielem drugiego okręgu wyborczego w stanie Maryland w Izbie Reprezentantów Stanów Zjednoczonych.